# Micralestes
Micralestes é um género de peixe da família Alestidae.
Este género contém as seguintes espécies:
- Micralestes stormsi
- Micralestes vittatus